# Ophiopsammus yoldii
Ophiopsammus yoldii is een slangster uit de familie Ophiodermatidae.
De wetenschappelijke naam van de soort werd als Ophiopeza yoldii in 1856 gepubliceerd door Christian Frederik Lütken.